# Mausolée de Cheikh Al Kamel
Le mausolée de Cheikh Al Kamel ou tombeau d'Al Hadi Benaissa  est un monument funéraire, dont la première fondation remonte au XVIe siècle, lieu d’enterrement du grand Saint de la ville de Meknès et fondateur d’une célèbre  confrérie mystique du XVIe siècle «  les Aissaoua ».
A la fois mausolée et une mosquée, il est situé dans la ville de Meknès, au Maroc, et précisément à l'intérieur de sa médina dans le quartier de Bab al-Jadid, au sud de Bab al-Barda'in.

## Présentation
Le mausolée a un rôle symbolique important pour les membres de l'ordre Issawiya, du Maroc et de l'étranger, et c'est le tombeau de Muhammad al-Hadi Benaïssa, connu sous le nom de Cheikh al-Kamil, le fondateur de cet ordre soufi au XVIe siècle, sous le règne de l'Etat marinide.
Dans la zone autour du sanctuaire chaque année, lors la fête de la naissance du Prophète, l' une des saisons religieuses les plus anciennes et les plus prestigieuses au Maroc, se déroule un pèlerinage. Depuis cinq siècles, il attire chaque année à des milliers de visiteurs qui résident dans les environs.
Le mausolée, dans sa forme actuelle, a été construit en 1776 sous le règne du sultan Muhammad bin Abdullah .
Pendant toute la saison du cheikh, les confrérie Issawiya, les délégations de fidèles et les visiteurs parcourent les rues de la médina de Meknès vers le mausolée,  chargés de cadeaux lors de processions au cours desquelles le rituel religieux interfère avec des aspects musicaux et festifs parfois violents .

## Galerie

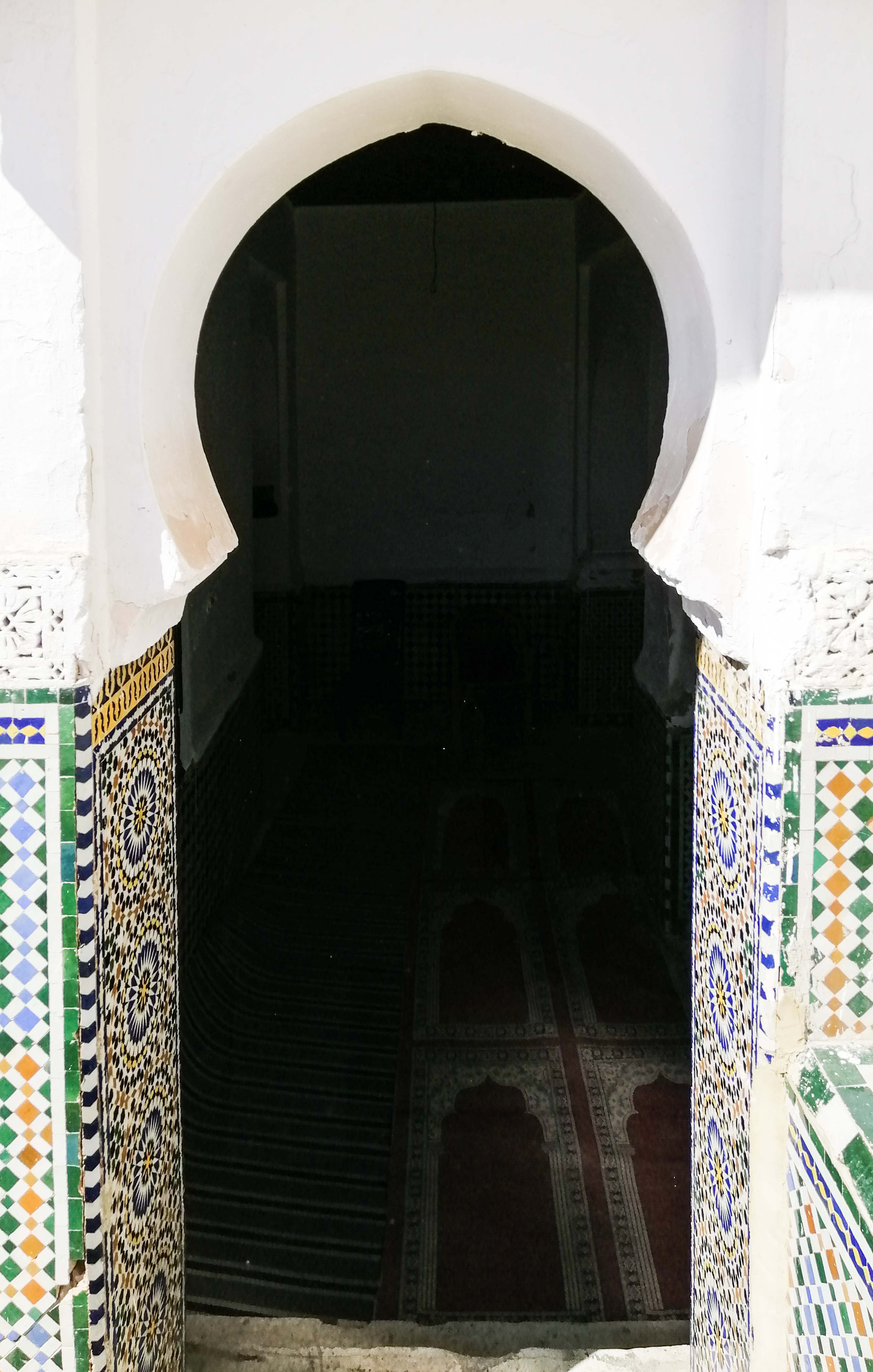
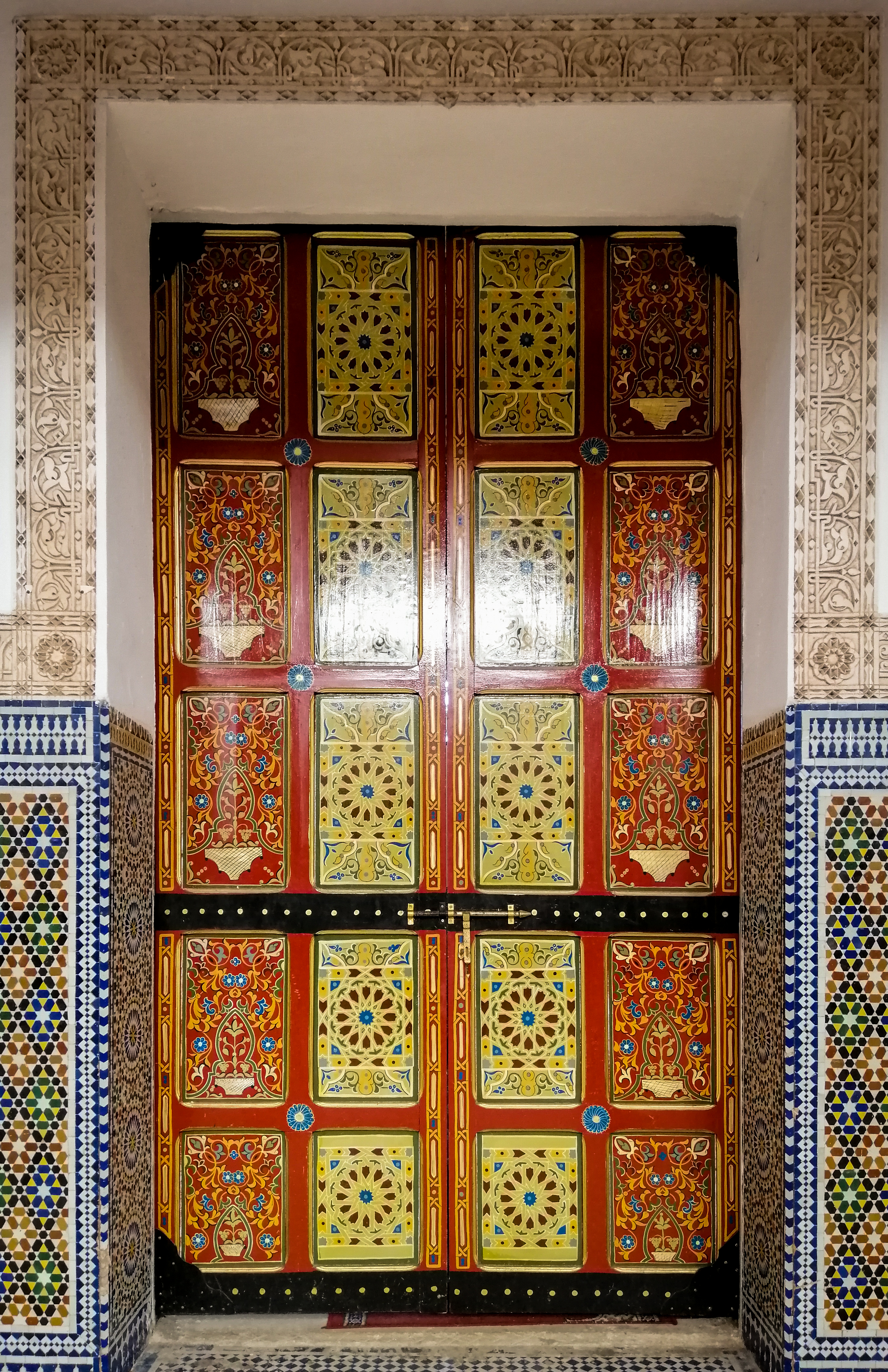
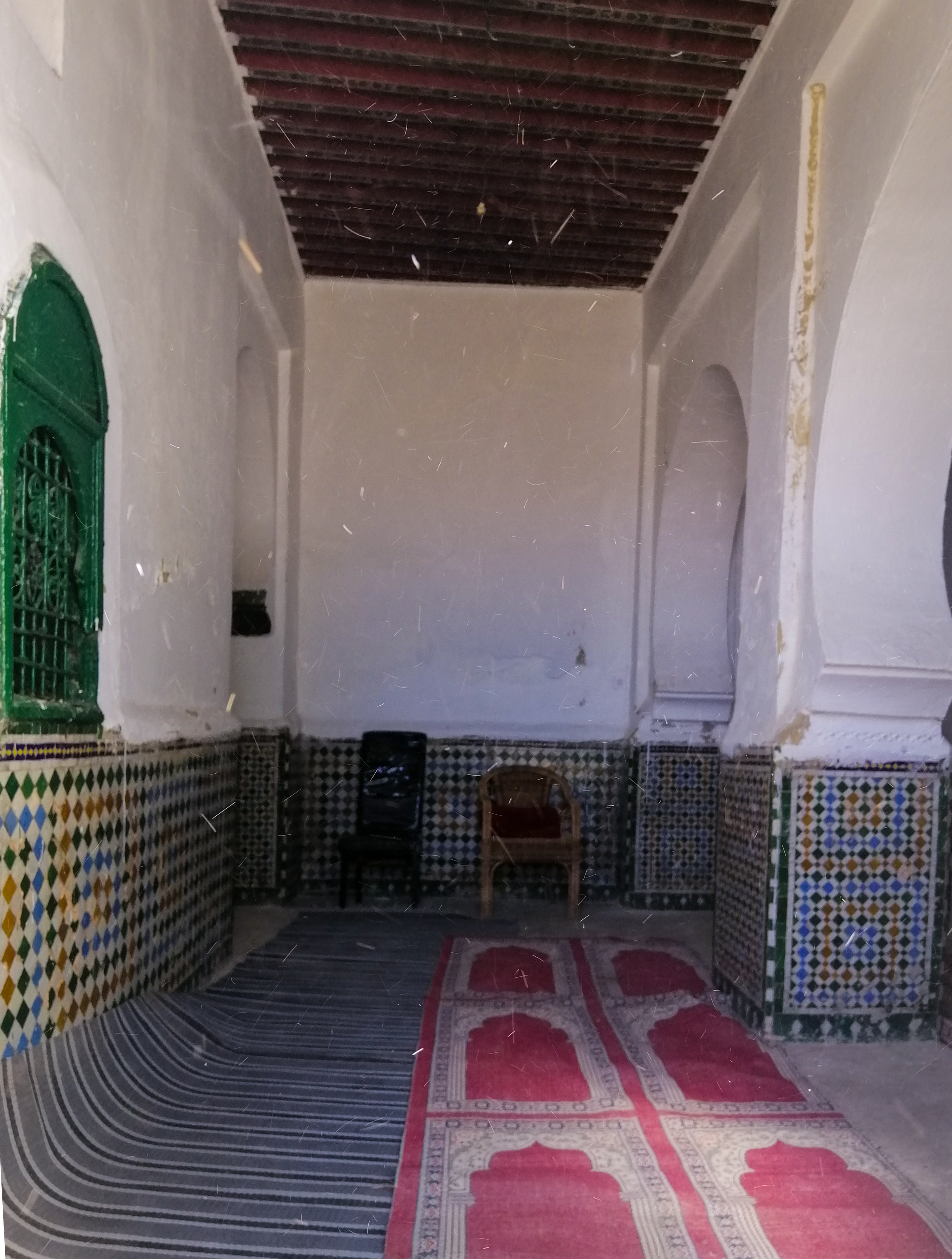
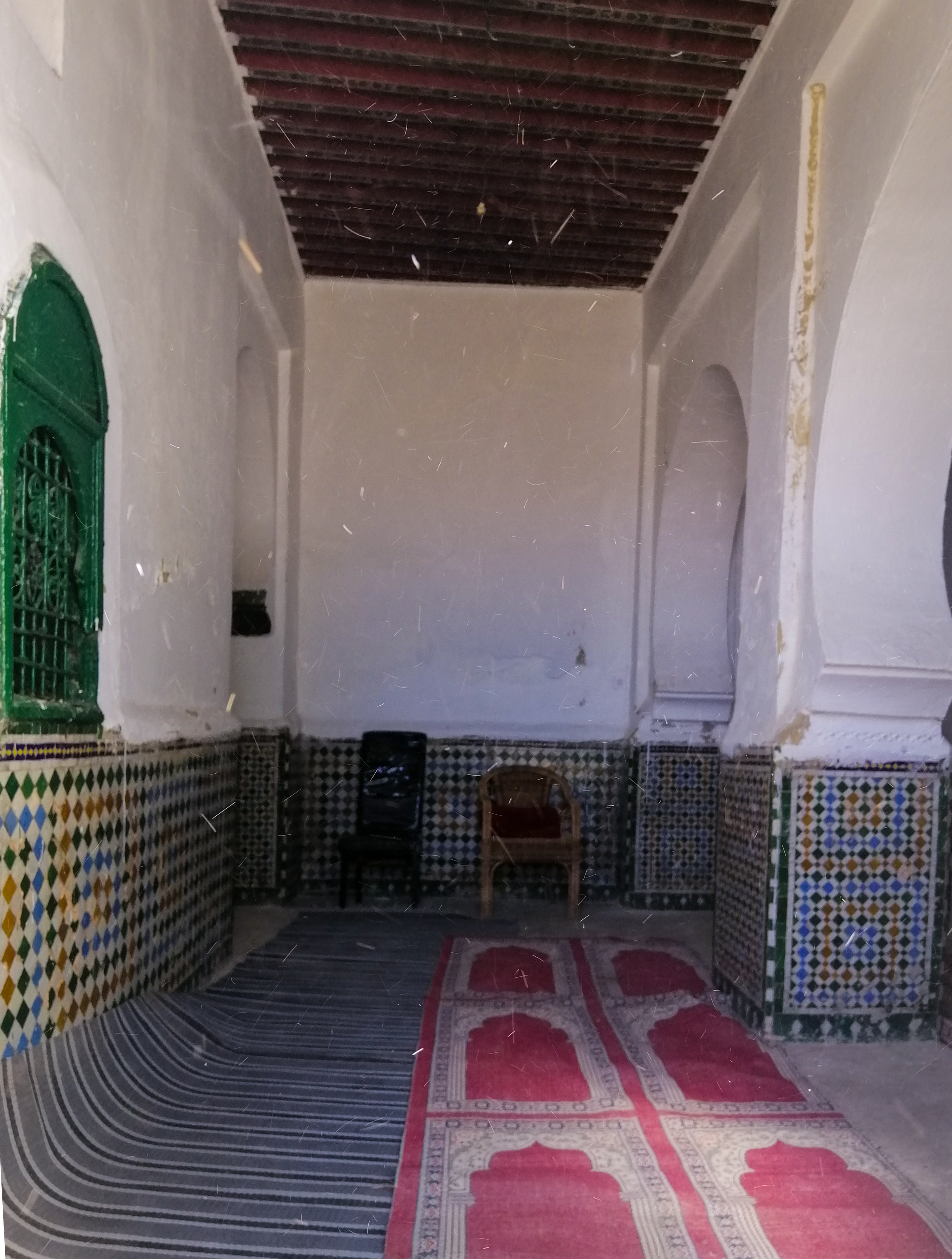
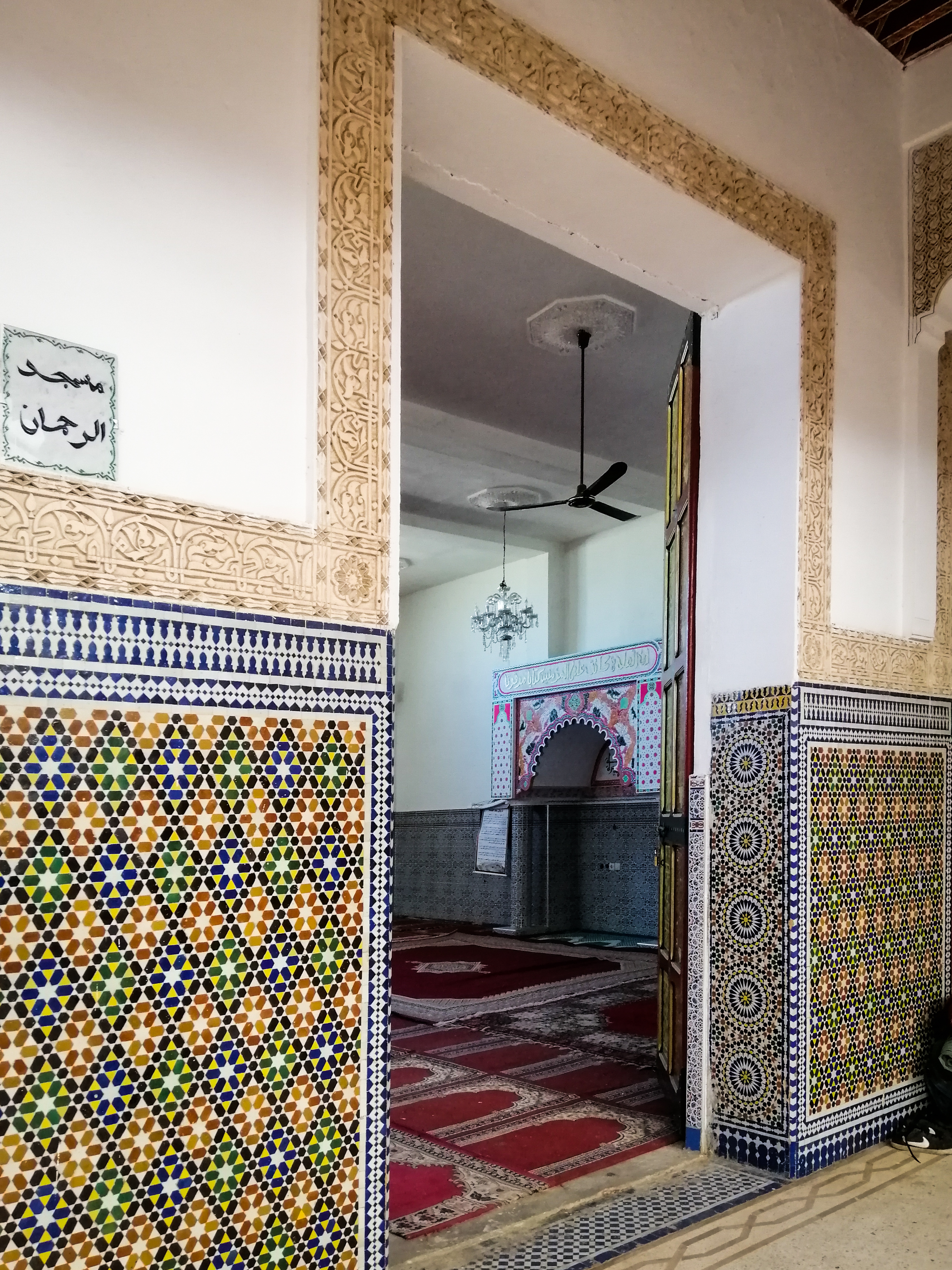